# Ronald James Ward
Ronald James Ward, Jr. (1966 – 11 de abril de 2014) fue un asesino en serie estadounidense que asesinó al menos a tres mujeres y un hombre en el transcurso de varios meses en el año 2000. Al principio fue condenado por el asesinato de Craig Petrich en Montana; sin embargo, mediante pruebas de ADN, fue posteriormente vinculado con otros tres asesinatos ocurridos en Arkansas y California. Ward murió en 2014 cumpliendo su sentencia en la Prisión Estatal de Montana, aunque no se reveló la causa de su muerte.

## Primeros años
Ward nació en Hood River, Oregón, pero fue criado en las zonas de Eugene y Springfield. Cuando Ward tenía 19 años, su padre, Ronald Sr., un mujeriego abusivo, se divorció de su esposa, a quien había contagiado de sífilis. Ward afirmó que tuvo ocho madrastras durante su infancia, y que abandonó la escuela en sexto grado. A la edad de 19 años, se casó con una mujer llamada Donna, quien tenía seis hijos.
Fue un padre amable con sus hijos adoptivos, llevándolos a paseos familiares y a otras actividades en las que él mismo no había participado con su propio padre. En algún momento, tuvo un trabajo como entrenador de fútbol para el 7.º y 8.° grado en Coos Bay.
La vida conyugal no le sentó bien ni a Ronald ni a Donna, además de que él tenía problemas de consumo de drogas en esa época. Donna terminó por mudarse a Arkansas, y Ward perdió todo contacto con sus hijastros. Su drogadicción hizo que perdiera la capacidad de mantener un trabajo fijo, ya que se lesionó la cabeza durante una pelea en Oregón. Para poder subsistir, Ward comenzó a realizar trabajos esporádicos como camionero, albañil y pescador comercial, algo que le gustaba hacer.
Después de pasar algún tiempo en un barco en Alaska para la temporada de pesca, Ward conoció a Hattie Ann Baker en el Centro Poverello, en Missoula, Montana, en 1999. Baker era una divorciada empobrecida con tres hijos, cuyo marido, Henry, la había abandonado a su suerte. La pareja se mudó a Virginia Occidental para que Baker pudiera estar con sus familiares, mientras que Ward comenzó a conducir un camión de basura.

## Asesinatos

### Kristin Laurite
Kristin Laurite, de 25 años, de Scotch Plains, Nueva Jersey, dejó su hogar con destino a Eureka, California, ya que planeaba aceptar un trabajo en una guardería en la ciudad. El 25 de agosto de 2000, Laurite detuvo su furgoneta Volkswagen de 1972 en un área de descanso apartada de la Interestatal 40, a las afueras de Morrilton, Arkansas, para poder echarse agua en la cara y dejar que sus dos perros corrieran hasta un estanque cercano y jugaran. Al día siguiente, unos camioneros encontraron uno de los perros de Laurite suelto y llamaron al número grabado en la placa, lo que les puso en contacto con la madre de Laurite, Lynn DiBenedetto. Más adelante, los perros condujeron a las autoridades de la Patrulla de Carreteras de Arkansas hasta el cuerpo de Laurite, el cual había sido abandonado detrás del área de descanso. Su solero había sido arrojado a un lado, y era evidente que Laurite había sido agredida sexualmente antes de recibir al menos 10 puñaladas en el cuello.
Poco antes del asesinato, Ward había encontrado a su novia con otro hombre. Impactado, se dirigió rápidamente a su camión de basura, afirmando que conduciría hasta Montana para poder encontrar a su madre. Llevó consigo cinco botellas de moonshine, cocaína y heroína; y mientras se dirigía a Montana, Ward, altamente intoxicado, se encontró con Laurite, a quien golpeó, estranguló, violó y finalmente apuñaló hasta matarla.

### Craig Petrich
Con el tiempo, Ward y Baker se mudaron a Montana y se establecieron en un parque de caravanas en Hamilton. Ahí Ward conoció a Craig Sheldon Petrich, de 43 años, quien estaba vendiendo su caravana. Poco después de eso, en octubre, Petrich desapareció repentinamente; su cuerpo acribillado fue descubierto dos semanas después en el área recreativa de Soft Rock, en Sapphire Mountains. Las autoridades no tardaron en atar cabos y fueron en busca de Ward, quien ya había salido del estado junto con Baker.
Según Ward, después de una noche de borrachera en la caravana, Petrich agredió a Baker. Al regresar a la mañana siguiente, Ward, enfurecido, tomó una pistola, que había conseguido de un amigo en Hamilton, y le disparó a Petrich en el acto. No obstante, las autoridades tenían una versión diferente de los eventos: era probable que Ward y Petrich hubieran salido juntos del parque de caravanas por la tarde con destino a Sapphire Mountains. Ahí, los dos hombres comenzaron a pelear, y Ward consiguió golpear a Petrich con una piedra antes de dispararle tres veces en el pecho. Seguidamente, escondió el cuerpo en una grieta.

### Jackie Travis
Jackie Travis, de 49 años y originaria de Jonesboro, Arkansas, quien tenía una prótesis en la pierna como consecuencia de un accidente de tráfico, acababa de mudarse a Merced, California, tras un período como indigente. Se cree que Travis y Ward se conocieron en un refugio para indigentes. El 7 de diciembre, menos de un mes después, Travis fue encontrada golpeada, violada, estrangulada, quemada, apuñalada, con heridas de diferentes cortes y agredida sexualmente en su apartamento, el cual Ward presuntamente frecuentaba. El asesinato era inquietantemente similar a los de Arkansas y Modesto.

### Shela Polly
Shela Polly, de 32 años, divorciada sin hogar con tres hijos, estaba haciendo exámenes en Las Vegas para ser asistente de enfermería. Tenía previsto regresar a su casa en Modesto, California, donde compartiría la custodia con su exesposo, Tim Polly. Aunque la mayoría de los detalles sobre su asesinato se mantienen en secreto, se conoce el estado en que fue encontrado el cuerpo, el cual abandonado y cubierto con hojas en Dry Creek, Modesto, en diciembre de 2000. Algunos testigos afirmaron haber visto a Polly en compañía de Ward poco antes de su asesinato.

## Investigación, juicio y muerte
Luego de huir de Montana, Ward fue arrestado tres meses en Merced, en relación con el asesinato de Polly. Fue extraditado a Montana, donde fue juzgado por el asesinato de Petrich, del que confesó enseguida. Ward no fue vinculado de forma concluyente con los otros asesinatos sino hasta 2007, cuando se estableció su relación con el asesinato de Laurite por medio de pruebas de ADN. Hasta entonces, la familia de Laurite había buscado respuestas, incluso colocaron una valla publicitaria en la autopista con la imagen de Laurite y el texto “¿Sabes quién me asesinó?”.
Ward fue extraditado a Arkansas, donde alegó nolo contendere por el asesinato, cuando inicialmente pensaba declararse culpable. Luego explicó que no recordaba haber asesinado a Laurite, pero creía que era culpable, citando las pruebas de ADN como prueba concluyente de ello, recibiendo así otra cadena perpetua por el asesinato.
Poco después, esas mismas pruebas de ADN lo vincularon con los asesinatos de Polly y Travis en California, que también coincidían con su modus operandi. El famoso perfilador del FBI John E. Douglas desestimó la afirmación de Ward de ser una persona no violenta, señalando que los asesinos en serie solían culpar de sus acciones a cosas como el abuso de drogas, mientras atesoraban en secreto sus crímenes en su mente. Él y el detective Ray Sterling destacaron que lo más probable era que estos no fueran los únicos asesinatos de Ward, ya que había cruzado el país.
El 11 de abril de 2014, Ronald James Ward fue encontrado inconsciente en su celda de alta seguridad. Fue llevado al hospital, donde fue declarado muerto. El personal médico no informó la causa exacta de la muerte, pero dijo que no se trataba de un asesinato.